# Caementodon
Caementodon (лат.) — род вымерших млекопитающих из вымершего подсемейства Elasmotheriinae семейства носороговых, обитавших в Евразии в миоцене. Ископаемые остатки его представителей известны с территории Китая, Монголии, Пакистана и России.

## Классификация
По данным сайта Paleobiology Database, на ноябрь 2021 года в род включают 3 вымерших вида:
- Caementodon caucasicum Borissiak, 1935
- Caementodon fangxianense Yan, 1979
- Caementodon oettingenae Heissig, 1972